# Biblioteca nazionale (metropolitana di Pechino)
Biblioteca nazionale (in cinese: 国家图书馆站S, Guójiā túshūguǎn zhànP), indicata sulla segnaletica ufficiale anche con la dicitura inglese Guojia Tushuguan (National Library), è una stazione di interscambio tra la linea 4, la linea 9 e la linea 16 della metropolitana di Pechino.
Denominata nei progetti iniziali come "Stazione di Baishiqiao" (白石桥站, Báishíqiáo zhàn), la stazione prende il nome dalla vicina Biblioteca nazionale della Cina.
La stazione presenta una struttura con una doppia banchina di interscambio centrale, con i treni della linea 4 nel lato esterno e quelli della linea 9 verso l'interno, permettendo a molti passeggeri di cambiare linea semplicemente cambiando lato della banchina ed evitando quindi il trasferimento a piedi su altri piani della stazione. Ogni giorno avvengono circa 106 000 trasferimenti tra la linea 4 e la linea 9. La stazione della linea 16, invece, è stata costruita sotto quella della linea 4 e della linea 9. Dal 18 gennaio 2023 la linea 9 condivide il servizio con la linea Fangshan, rendendo la stazione di Biblioteca nazionale la prima della metropolitana di Pechino a consentire l'interscambio con quattro linee differenti. La stazione della linea 4 è entrata in funzione in concomitanza dell'inaugurazione della linea stessa, avvenuta il 28 settembre 2009, quella della linea 9 il 30 dicembre 2012 mentre quella della linea 16 il 31 dicembre 2020.

## Posizione
La stazione si trova tra i quartieri Zizhuyuan e Beixiaguan, nel distretto di Haidian, al lato nord del nuovo ponte di Baishi. Le stazioni della linea 4 e della linea 9 sono disposte lungo Zhongguancun South Street, mentre quella della linea 16 si trova più a sud lungo il fiume Nanchang.

## Struttura e impianti
La stazione è strutturata in tre piani sotterranei: al primo piano sotterraneo è stato costruito l'atrio delle stazioni di tutte e tre le linee, anche se quello della linea 16 è separato rispetto alle altre due; al secondo piano sotterraneo sono disposti i binari della linea 4 e della linea 9—Fangshan; il terzo piano sotterraneo è adibito ai binari e alla banchina della linea 16.
Le stazioni della linea 4 e della linea 9/Fangshan sono disposti sotterraneamente e presentano una doppia banchina centrale per l'interscambio rapido tra le due linee. Da un lato i treni della linea 4, provenienti da nord che proseguono verso la stazione di Tiangongyuan, offrono collegamenti con i treni della linea 9, che hanno come capolinea proprio la stazione di Biblioteca nazionale, e quelli della linea Fangshan (esclusivamente nelle ore di punta dei giorni feriali) diretti verso Guogongzhuang e Yancung Est. Dall'altro lato, invece, i treni della linea 9 e Fangshan, giunti al capolinea di Biblioteca nazionale, incontrano i treni della linea 4 che proseguono verso il capolinea settentrionale Anheqiao Nord. La banchina ha una larghezza di circa 40 metri. La stazione della linea 16 è invece disposta separatamente, in un terzo piano sotterraneo, e ha una banchina mediana dove ai lati passano i treni nelle direzioni dei due capolinea, collegata alla linea 4 e 9 tramite un corridoio.
La stazione dispone di 6 accessi, indicati con le lettere A, B, C, D, E e F. Gli ingressi A—D consentono l'accesso alle linee 4, 9 e Fangshan, mentre gli ingressi E e F sono dedicati alla linea 16. Gli accessi D e F dispongono di ascensori per l'accesso alle persone con disabilità motorie.

## Servizi
Le stazioni dispongono di:
- Accessibilità per portatori di handicap (solo uscite D e F)
- Ascensori (solo uscite D e F)
- Scale mobili
- Emettitrice automatica biglietti
- Servizi igienici
- Sportello automatico
- Distributori automatici
- Stazione video sorvegliata
- Ufficio polizia

### Orari
Linea 4
Dal 30 dicembre 2010 la linea 4 condivide il percorso con la Linea Daxing; dalla stazione di Biblioteca nazionale, relativamente alla linea 4, si operano i servizi come segue:
- Un servizio che copre l'intera tratta, da Anheqiao Nord, da dove inizia la Linea 4, fino a Tiangongyuan, capolinea della Linea Daxing.[18]
- Un servizio ridotto che copre l'intera Linea 4 al quale si aggiunge la fermata Xingong della Linea Daxing, la prima stazione della Linea Daxing, quindi offrendo corse da Anheqiao Nord a Xingong. I passeggeri che intendono proseguire verso sud devono scendere e cambiare binario in direzione Tiangongyuan.[19]

La prima corsa direzione Anheqiao Nord parte tutti i giorni alle 5:35 da Biblioteca nazionale, mentre l'ultima alle 23:49. In direzione Tiangongyuan (linea Daxing), il primo treno opera alle ore 5:17 mentre l'ultimo alle 22:54. Inoltre, relativamente al servizio ridotto della linea, l'ultima corsa da Biblioteca nazionale parte alle 23:07 e termina a Gongyi Xiqiao alle 23:39.
Linea 9 / Fangshan
La stazione di Biblioteca nazionale è il capolinea settentrionale della linea 9. Il primo treno in direzione Chegongzhuang parte dalla stazione alle 5:38, mentre l'ultima corsa opera alle 23:18.
I treni della linea 9 e linea Fangshan condividono il servizio solamente nelle ore di punta mattutine e serali dei giorni feriali.
Linea 16
La prima corsa direzione Bei'anhe parte da Biblioteca nazionale alle 5:43, concludendo il servizio con l'ultima corsa alle 23:11. Nella direzione opposta, quindi verso il capolinea Yushuzhuang, il primo treno parte da Biblioteca nazionale alle 5:58 mentre l'ultimo alle 23:15.

## Interscambi
Fermata autobus